# A Galera (canção)
"A Galera" é uma canção da cantora brasileira Ivete Sangalo, de seu quinto álbum de estúdio As Super Novas (2005). Foi lançada como o terceiro single do disco em 3 de março de 2006, através da Universal Music.

## Recepção
A música teve uma boa recepção da massa e uma boa divulgação durante o Carnaval. Foi também a música é também a mais pedida e a mais executada nas rádios da capital baiana durante o Carnaval de 2006, segundo a Crowley Broadcast Analysis.